# Socialistiska partiet (Frankrike)
Socialistiska partiet, PS (franska: Parti Socialiste), är ett socialdemokratiskt politiskt parti i Frankrike. Partiet bildades år 1969 som en efterträdare till Franska sektionen av Arbetarinternationalen. Partiet är medlem av Europeiska socialdemokratiska partiet och Socialistinternationalen.

## Historia
Partiets mest framträdande person var François Mitterrand (1916–1996), den förste företrädaren för partiet som innehade presidentämbetet. Mitterrand valdes 1981 och omvaldes 1988 för en andra period. Under hans ledning genomgick Frankrike vissa socialistiska reformer, bland annat genom nationalisering av banker, försäkringsbolag och försvarsindustrin.
Under Mitterrands presidenttid verkade partiet för att öka arbetarnas löner samtidigt som man strävade efter en minskning av veckoarbetstiden, ett projekt som fortsatt genom införandet av 35-timmarsveckan år 2002 under den socialistmärkte Lionel Jospins tid som premiärminister.
Andra ledande företrädare är Paris borgmästare Bertrand Delanoë och partiets Premier secrétaire (förste sekreterare, det vill säga partiledare) sedan 1997, François Hollande. Hollande återvaldes 2003 i stark motsättning mot partiets vänsterflygel. 
I en medlemsomröstning 1 december 2004 tog partiet med 59 procent av rösterna ställning för förslaget till EU-konstitution. Trots det deltog ett flertal framträdande företrädare för partiet, bland dem Laurent Fabius och Henri Emmanuelli i kampanjandet för nejsidan i folkomröstningen den 29 maj 2005, då det franska folket sa nej till konstitutionen.
I partiets primärval inför det franska presidentvalet 2007 ställde tre kandidater upp: Dominique Strauss-Kahn, Laurent Fabius och Ségolène Royal. Samtliga tre var före detta ministrar i Mitterrands regeringar, Fabius som premiärminister. Den 16 november 2006 sent på kvällen meddelades att Ségolène Royal vunnit primärvalet och blivit partiet presidentkandidat. Royal fick 60 procent av medlemmarnas röster, Strauss-Kahn 21 och Fabius 19. Royal förlorade dock i presidentvalets andra omgång emot Folkrörelseunionens kandidat, Nicolas Sarkozy.
År 2012 valdes partiets kandidat François Hollande till fransk president. Han ställde inte upp i Frankrikes presidentval 2017. (Tid i befattningen15 maj 2012–14 maj 2017).  Partiets presidentkandidat gick inte vidare till den andra omgången 2017.
I parlamentsvalet i juni 2017 led Socialistpartiet ett historiskt nederlag, med bara 29 platser mot 280 under förra mandatperioden. 

## Ledare
Socialistpartiets förstesekreterare sedan 1969:
- Alain Savary (1969–1971)
- François Mitterrand (1971–1981)
- Lionel Jospin (1981–1988)
- Pierre Mauroy (1988–1992)
- Laurent Fabius (1992–1993)
- Michel Rocard (1993–1994)
- Henri Emmanuelli (1994–1995)
- Lionel Jospin (1995–1997)
- François Hollande (1997–2008)
- Martine Aubry (2008–2012)
- Harlem Désir (2012-2014)
- Jean-Christophe Cambadélis (sedan 2014)

## Valresultat

### Presidentval
| Valår | Kandidat            | Antal röster i första omgången | Procent av rösterna i första omgången | Antal röster i andra omgången | Procent av rösterna i andra omgången |
| ----- | ------------------- | ------------------------------ | ------------------------------------- | ----------------------------- | ------------------------------------ |
| 1974  | François Mitterrand | 11 044 373                     | 43,25 %                               | 12 971 604                    | 49,19 %                              |
| 1981  | François Mitterrand | 7 505 960                      | 25,86 %                               | 15 708 262                    | 51,76 %                              |
| 1988  | François Mitterrand | 10 381 332                     | 34,11 %                               | 16 704 279                    | 54,02 %                              |
| 1995  | Lionel Jospin       | 7 098 191                      | 23,30 %                               | 15 763 027                    | 47,4 %                               |
| 2002  | Lionel Jospin       | 4 610 749                      | 16,18 %                               | —                             | —                                    |
| 2007  | Ségolène Royal      | 9 500 112                      | 25,87 %                               | 16 790 440                    | 46,94 %                              |
| 2012  | François Hollande   | 10 272 705                     | 28,63 %                               |                               | 51,67 %                              |

### Val till Nationalförsamlingen
| Valår | Antal röster i första valomgången | Procent av rösterna i första valomgången | Antal platser i nationalförsamlingen |
| ----- | --------------------------------- | ---------------------------------------- | ------------------------------------ |
| 1973  | 4 579 888                         | 18,9 %                                   | 89                                   |
| 1978  | 6 451 151                         | 22,6 %                                   | 103                                  |
| 1981  | 9 077 435                         | 36,0 %                                   | 266                                  |
| 1986  | 8 693 939                         | 31,0 %                                   | 206                                  |
| 1988  | 8 493 602                         | 34,8 %                                   | 260                                  |
| 1993  | 4 476 716                         | 17,6 %                                   | 53                                   |
| 1997  | 5 961 612                         | 23,5 %                                   | 246                                  |
| 2002  | 6 086 599                         | 24,1 %                                   | 141                                  |
| 2007  | 6 436 136                         | 24,7 %                                   | 186                                  |
| 2012  | 7 618 326                         | 29,3 %                                   | 280                                  |
| 2017  | 1 665 667                         | 7,5 %                                    | 31                                   |

### Europaparlamentsval
| Valår | Procent av rösterna | Antal parlamentsplatser |
| ----- | ------------------- | ----------------------- |
| 1984  | 23,53 %             | 22                      |
| 1984  | 20,75 %             | 20                      |
| 1989  | 23,61 %             | 22                      |
| 1994  | 14,5 %              | 15                      |
| 1999  | 21,95 %             | 22                      |
| 2004  | 28,9 %              | 31                      |
| 2009  | 16,48 %             | 14                      |
| 2014  | 13,98 %             | 12                      |